# Niels Breum
Niels Breum (født 1936) er en tidligere dansk atlet. Han var medlem af Skovbakken og Glostrup IC.

## Danske mesterskaber
- Guld 1958 Højdespring 1,80
- Bronze 1956 Højdespring 1,83
- Guld 1955 Højdespring 1,80
- Guld 1954 Højdespring 1,80

## Personlig rekord
- Højdespring: 1,98 Holland 1961